# Prades (Ardèche)
Prades – miejscowość i gmina we Francji, w regionie Owernia-Rodan-Alpy, w departamencie Ardèche.
Według danych na rok 1990 gminę zamieszkiwało 869 osób, a gęstość zaludnienia wynosiła 89 osób/km² (wśród 2880 gmin regionu Rodan-Alpy Prades plasuje się na 857. miejscu pod względem liczby ludności, natomiast pod względem powierzchni na miejscu 1140.).